# Dušan Šimek
Dušan Šimek (* 20. června 1950, Nové Město na Moravě) je český andragog, pedagog a akademik.

## Život
Vzdělání
Dušan Šimek se narodil v Novém Městě na Moravě. Povinnou školní docházku absolvoval v Břidličné a poté pokračoval na gymnáziu v Rýmařově. Vysokoškolské vzdělání zahájil na Strojní fakultě Vysoké školy báňské v Ostravě (1968/1969), ale brzy se rozhodl přejít na studijní obor pedagogika dospělých se zaměřením na sociologii na Filozofické fakultě Univerzity Palackého v Olomouci, kde také v roce 1974 úspěšně absolvoval.
V průběhu studia se setkal s významnými osobnostmi olomoucké intelektuální scény, jako byli např. filosof a sociolog Josef Ludvík Fischer, filosof a andragog Vladimír Jochmann, a sociolog Ferdinand Koudelka, kteří položili základy jeho odborného směřování. První publikace Dušana Šimka vznikly již během studia.
Akademická kariéra
Po absolvování studia začal pracovat na oddělení řízení výchovy generálního ředitelství Sigma Olomouc, kde publikoval svou první monografii. V roce 1978 pak nastoupil na Výzkumný ústav odborného školství Praha, kde se soustředil na témata učňovského školství.
V roce 1986 se vrátil na Filozofickou fakultu Univerzity Palackého v Olomouci jako odborný asistent na Katedře výchovy a vzdělávání dospělých. Postupně prošel pozicemi tajemníka katedry, vedoucího katedry, předsedy akademického senátu fakulty a následně i proděkana Filozofické fakulty téže univerzity.
Odborné zaměření
Dušan Šimek je zakladatelem a hlavním představitelem nepedagogického pojetí vzdělávání dospělých, které propůjčil název integrální andragogika. Ve svých odborných příspěvcích se také věnoval oblasti sociologie práce, kvalifikace a rekvalifikace a nebo morálního rozvoje. Stal se jak prvním docentem (1995), tak prvním profesorem andragogiky (2008) v České republice. Svým dílem přispěl k rozvoji české andragogiky.

## Publikace
Dušan Šimek je autorem mnoha významných publikací, které se zaměřují na teoretické i praktické aspekty andragogiky. Mezi jeho klíčová díla patří například Otevřená práce (1996), Vybrané problémy teorie výchovy dospělých (1991) a další.
Přehled publikací vydaných po roce 1990:
1. Šimek, D. (1991a). Vybrané problémy teorie výchovy dospělých. Olomouc: Univerzita Palackého v Olomouci.
2. Šimek, D. (1991b). Problém předmětu pedagogiky. Pedagogická orientace, 1991,roč. 1, č. 1, s. 113 - 115. ISSN 1211-4669.
3. Šimek, D. (1992). Pedagogika na rozcestí. In Acta Universitatis Palackianae Olomucensis, Sociologica –Andragogica 1. Olomouc: Univerzita Palackého v Olomouci, s. 36-40.
4. Šimek, D. (1994a). Místo pro andragogiku. In Jochmann, V. (red). Andragogika.Teoretický seminář k pojetí andragogiky. Olomouc: Univerzita Palackého v Olomouci, s. 22-26.
5. Šimek, D. (1994b). Sociologická interpretace nezaměstnanosti. Psychologie v ekonomické praxi, roč. 29, č. 4, s. 146-150.
6. Šimek, D. (1995a). Andragogika na pokraji vědy. S-obzor, roč. 4, č. 2–3, s. 97–99.
7. Šimek, D. (1995b). Práce jinak? Poznámky k sociálním souvislostem práce. Sociologický časopis, roč. 31, č. 2, s. 291-304.
8. Šimek, D. (1995c). Sociologie práce. Olomouc: Univerzita Palackého v Olomouci.
9. Šimek, D. (1996a). Otevřená práce. Olomouc: Univerzita Palackého v Olomouci.
10. Šimek, D. (1996b). Současný stav a perspektivy studijního oboru andragogika. In Jochmann, V. (red). Andragogika II. Druhý teoretický seminář k pojetí andragogiky. Olomouc: Univerzita Palackého v Olomouci, s. 92-95.
11. Šimek, D. (1998a). Approaches to the Curriculum of Andragogy. In Šimek, D. (ed).The Individual and Society at the Turn of the Century: View from Both Sides. Olomouc: Univerzita Palackého v Olomouci, s. 472-479.
12. Šimek, D. (1998b). Význam a sociální souvislosti vzdělávání dospělých. In Zaměstnanost a vzdělávání dospělých. Žďár nad Sázavou: Informační a metodické centrum, s. 3–7.
13. Šimek, D. (1999a). Poznámky k validitě evaluací výuky. In Hodnocení vysokoškolské výuky studenty. Sborník referátů celostátní konference pedagogů a studentů VŠ. Brno: Masarykova univerzita, s. 64–66.
14. Šimek, D. (1999b). Rekvalifikace v krizi nebo krize v rekvalifikacích? Andragogika. Čtvrtletník pro vzdělávání dospělých, 99, č. 1, s. 5.
15. Šimek, D. (2003). Kurikulum andragogiky stále skryté. In Šimek, D. (ed). Kurikulum andragogiky. Olomouc: Univerzita Palackého v Olomouci, s. 91-95.
16. Šimek, D. (2004a). Czech Andragogy: tradition and present. Journal of Adult and Continuing Education. Vol. 6, s. 143-154.
17. Šimek, D. (2004b). Nová práce a profesní rizika v zaměstnání. In Sýkorová, D., Chytil, O. (eds.). Autonomie ve stáří. Ostrava: Zdravotně sociální fakulta Ostravské Univerzity, s. 53 – 58
18. Šimek, D. (2005a). Dvě poznámky k metodologii integrální andragogiky. In Vašťatková, J. (ed). Pedagogický výzkum: reflexe společenských potřeb a očekávání. Olomouc: Univerzita Palackého v Olomouci, s. 36-40.
19. Šimek, D. (2005b). Nová práce ve starším věku. In Sýkorová, D., Šimek, D., Dvořáková, M. (eds.). Třetí věk trojí optikou. Acta Universitatis Palackianae Olomucensis. Olomouc: UP, s. 11 – 17
20. Šimek, D. (2005c). Od kvalifikace ke kompetencím. In Tokárová, A., Kredátus, J., Frk, V. (eds.). Kvalita života a rovnosť príležitostí – z aspektu vzdelávania dospelých a sociálnej práce. Acta facultatis philosophicae universitatis prešoviensis. Prešov: FF, s. 876 – 883.
21. Šimek, D. (2006). Metodologická východiska integrální andragogiky. In Acta Universitatis Palackianae Olomucensis, Sociologica –Andragogica. Olomouc: Univerzita Palackého v Olomouci, s. 97-101.
22. Šimek, D. (2007). Plíživá změna. Andragogika, 8(4), s. 8-9.
23. Šimek, D. (2012a). Etické souvislosti vzdělávání sociálních pracovníků. In Balogová, B., Klimentová E. (eds.) Výzvy a trendy vo vzdelávaní v sociálnej práci. Zborník z medzinárodnej vedeckej konferencie konanej v dňoch 26. – 27. apríla 2012 v Prešove. Prešov: Prešovská univerzita v Prešove, s. 26–29.
24. Šimek, D. (2012b). Proměny výchovného působení. In Vališová, A. a kol. Autorita v edukační a sociální práci. Pardubice: Univerzita Pardubice, s. 203–206.
25. Šimek, D. (2013a). Andragogika v proměnách času. Krystoň, M. (ed.). Kurikulum vovzdelávaní dospelých. Banská Bystrica: Belianum, s. 30-41.
26. Šimek, D. (2013b). Cesty olomoucké andragogiky. In Matulčík, J. (ed.) Acta andragogica 3. Bratislava: Univerzita Komenského, s. 33-38.
27. Šimek, D. (2013c). Reflexe sociální exkluze v integrální andragogice: zdroje a přístupy. In Preissová, A. a kol. Sociální exkluze v multikulturních společnostech. Komparace současné situace v České republice a v Mexiku. Olomouc: Univerzita Palackého, s. 125 – 138.
28. Šimek, D. (2013d). Texty k integrální andragogice I. Olomouc: Univerzita Palackého v Olomouci.
29. Šimek, D. (2013e). Texty k integrální andragogice II. Olomouc: Univerzita Palacké ho v Olomouci.
30. Šimek, D. (2013f). Sociologie pro podnikovou praxi. Olomouc: Univerzita Palackého v Olomouci.
31. Šimek, D. (2013g). Jazyk a firemní kultura. In Kowaliková, P., Šimek, D. (eds). Firemní kultura a lidé v organizaci: sborník z odborné konference konané dne 30. listopadu 2012 v Ostravě. Ostrava: Vysoká škola báňská - Technická univerzita Ostrava, s. 5-10.
32. Šimek, D. (2014a). Peripetie vzdělávání. In Kalenda, J. (ed). Mosty mezi teorií a praxí ve vysokoškolském vzdělávání. Olomouc: Univerzita Palackého v Olomouci, s. 6-9.
33. Šimek, D. (2014b). Celoživotní učení v mediaci. In Holá, L., Malacka, M. a kol. Mediace a reflexe jejích aktuálních trendů. Praha: Nakladatelství Leges, s.r.o., s. 95– 100.
34. Šimek, D. (2015). Reflexión sobre la exclusión social en la andragogía integral: fuentes y aproximaciones. In Juárez Toledo, R., Preissová Krejci, A. et al. Ex-clusión social en las sociedades multiculturales: Comparación entre la situación actual en México y la República Checa. Toluca: Universidad Autónoma del Ees-tado de México, pp. 185-204.
35. Šimek, D., Dočekal, V., Hanáčková, J. (2012). Integrální andragogika v Olomouci. Andragogická revue, 4, s. 69-72.
36. Šimek, D., Kubátová, H. (1993). Sociálně dysfunkční projevy v populaci regionu Haná. In Podkladová studie analýzy VÚROM "Základní problémy a tendence hospodářského vývoje regionu Haná". Ostrava: VÚROM, 1993, s. 23 - 41.
37. Šimek, D., Kubátová, H. (2002). Od abstraktu do závěrečné práce. Olomouc: Univerzita Palackého v Olomouci.
38. Šimek, D., Vávrová, P., Reiterová, E., Kryštof, D., Gallo, J. (2015). Názory klientů a zdravotníků na užití dálkového monitorování základních funkcí u seniorů a pacientů v ČR. Florence. Odborný časopis pro nelékařské zdravotnické pracovníky, 2015 (7-8), s. 23-27.

### Poezie
Dušan Šimek je rovněž známý svou literární tvorbou. Vydal dvě sbírky básní Po tichu (2003) a Po druhém tichu (2006), které ilustroval jeho středoškolský spolužák Bořek Zeman.

## Ocenění a členství
Dušan Šimek byl dlouholetým členem vědeckých rad Filozofické fakulty Univerzity Palackého v Olomouci, Filozofické fakulty Masarykovy univerzity v Brně a Fakulty veřejných politik Slezské univerzity v Opavě. Předsedal nebo byl členem mnoha komisí pro habilitační řízení a jmenování profesorem v oboru andragogika a sociologie.